# Фадєєв Сергій Максимович
Сергій Максимович Фадєєв (21 вересня 1905, село Казіс (?) Казанської губернії, тепер Арського району Республіки Татарстан, Російська Федерація — 1955) — радянський діяч органів державної безпеки, активний учасник боротьби з УПА в Західній Україні, генерал-майор. Депутат Верховної Ради УРСР 2—3-го скликань. Кандидат у члени ЦК КП(б)У в січні 1949 — вересні 1952 року.

## Біографія
Народився 9 (21) вересня 1905 року в Казанській губернії в селі Казіс (слободі Кшіца?), недалеко від міста Арська, у родині робітника. Закінчив початкову школу, з 1917 року працював службовцем у радянських установах.
З жовтня 1922 року служив у Робітничо-селянській Червоній армії. Закінчив початкову військову школу імені Леніна.
З 1927 року служив у військах ОДПУ та прикордонних військах. Закінчив Вищу прикордонну школу. Брав участь у бойових діях на далекосхідних і західних кордонах СРСР.
Член ВКП(б) з 1930 року.
У 1940 році закінчив Військову академію РСЧА імені Фрунзе.
У 1940 — жовтні 1941 року — начальник 25-го прикордонного загону НКВС Молдавського прикордонного округу. Учасник радянсько-німецької війни. У листопаді 1941 — травні 1942 року — командир 95-го прикордонного полку особливого призначення військ НКВС Управління охорони військового тилу Південного фронту.
У травні — липні 1942 року — начальник Управління військ НКВС охорони тилу Чорноморської групи військ Закавказького фронту. У серпні 1942 — 1945 року — начальник Управління військ НКВС охорони тилу Північно-Кавказького — 4-го Українського (з 1944 року) фронту.
У вересні 1945 — січні 1947 року — начальник Управління внутрішніх військ НКВС-МВС Українського округу. У січні 1947 — травні 1951 року — начальник Управління внутрішніх військ МДБ Українського округу. У травні 1951 — 1952 року — начальник Управління внутрішньої охорони МДБ Українського округу.

## Звання
- майор (1941)
- полковник (1942)
- генерал-майор (20.12.1943)

## Нагороди
- орден Леніна
- три ордени Червоного Прапора (21.02.1942,)
- орден Вітчизняної війни 1-го ст. (25.10.1943)
- орден Суворова 2-го ст. (23.05.1945)
- два ордени Кутузова 2-го ст. (16.05.1944, 21.04.1945)
- орден Червоної Зірки (1941)
- Орден Білого лева ІІІ ст. (Чехословаччина)
- медалі